# Escleroteràpia
Escleroteràpia (del grec skleros, que significa « dur ' ) és un procediment utilitzat per tractar malformacions vasculars i també malformacions del sistema limfàtic. S'injecta una droga als vasos, fent-los estrenyir. En adults, l'escleroteràpia s'utilitza sovint per tractar aranyes vasculars, petites varius, hemorroides i hidroceles.

## Història
El primer intent d'escleroteràpia reportat és el de D.Zollikofer a Suïssa, el 1682, que va injectar un àcid en una vena per provocar la formació d'un trombe. Debout i Cassaignaic informen de tractar amb èxit les venes varicoses injectant perclorat de ferro el 1853. Desgranges, el 1854, va curar 16 cas de varius injectant iode i taní a les venes. Això té lloc uns 12 ans després de la probable aparició del despreniment de la gran vena safena el 1844 per Madelung. No obstant això, a causa de l'elevada taxa d'efectes secundaris dels fàrmacs utilitzats en aquell moment, l'escleroteràpia va ser pràcticament abandonada el 1894.
El treball en productes esclerosants alternatius va continuar a principis del segle xx . En aquella època es va provar l'àcid carbòlic i el perclorat de mercuri i, tot i que van mostrar algun efecte en l'obliteració de les varius, els efectes secundaris van provocar el seu abandonament. El professor Sicard i altres metges francesos desenvolupen l'ús del carbonat de sodi, després del salicilat de sodi durant i després de la Primera Guerra Mundial. La quinina també s'utilitza amb cert èxit. En el moment de la publicació del seu llibre l'any 1929, Coppleson va defensar l'ús del salicilat de sodi o quinina com les millors opcions d'esclerosants.